# Steve Forbes

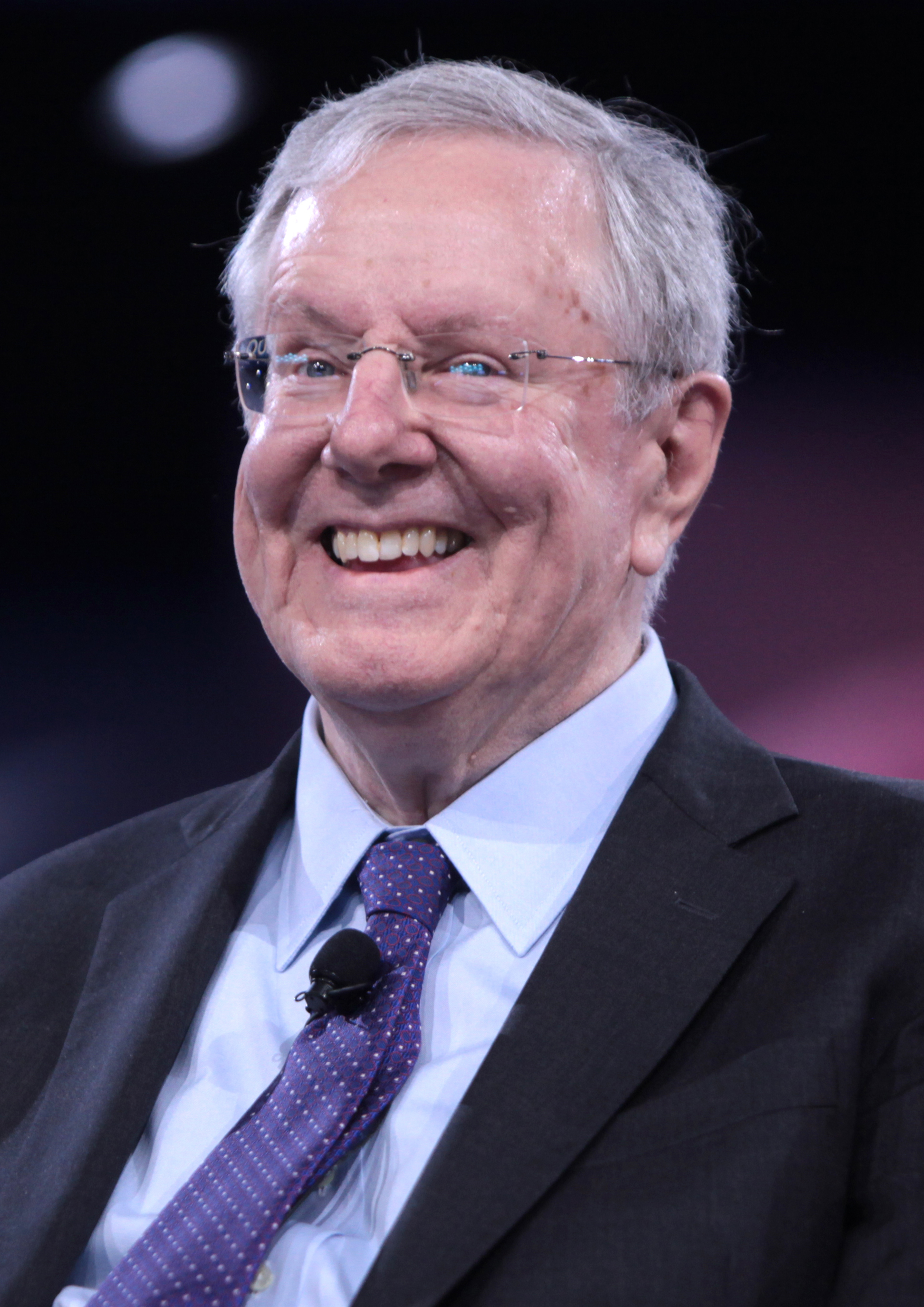
Steve Forbes in 2016

Malcolm 'Steve' Forbes Jr. (18 juli 1947, Morristown, New Jersey) is de zoon van de kapitaalkrachtige uitgever Malcolm Forbes. Hij was directeur, CEO en eindredacteur van het zakentijdschrift Forbes.
In 1996 en 2000 deed Forbes een gooi naar het Republikeinse kandidaatschap voor Amerikaans president, maar in 1996 verloor hij in de voorrondes van Bob Dole en in 2000 trok hij zich voortijdig terug. Kernpunten waren belastingverlagingen, een nieuw stelsel voor de sociale zekerheid, minder paternalisme door de overheid en meer uitgaven aan defensie.
Forbes Jr. is betrokken bij de Ronald Reagan Presidential Foundation, American Enterprise Institute, National Taxpayers Union en het Project for the New American Century.
- Bibsys: 2017471
- Bibliothèque nationale de France: cb17092259p (data)
- Gemeinsame Normdatei: 173436862
- International Standard Name Identifier: 0000 0001 1461 2647
- Library of Congress Control Number: no98131421
- Nationale Bibliotheek van Tsjechië: xx0043323
- Nationale bibliotheek van Australië: 56424883
- Nationale Bibliotheek van Israël: 987007424848905171
- Nationale Bibliotheek van Polen: a0000001218013
- Nederlandse Thesaurus van Auteursnamen: 269525807
- SNAC: w65r5k4p
- Trove: 1676579
- Virtual International Authority File: 53776870
- WorldCat: E39PBJpYCy4YYdfDq9pH8hTT73